# The Boiling Pond
 (septembre 2013).
Si vous disposez d'ouvrages ou d'articles de référence ou si vous connaissez des sites web de qualité traitant du thème abordé ici, merci de compléter l'article en donnant les références utiles à sa vérifiabilité et en les liant à la section « Notes et références ».
Albums de Buckethead
Pike 15
(2013) The Spirit Winds
(2013)
The Boiling Pond est le 46e album de Buckethead et le 16e volume de la série « Buckethead Pikes ». Il fut annoncé le 24 mai pour une sortie officielle le 21 juin 2013 offert en version limitée consistant d'un album à pochette vierge dédicacée par Buckethead.
Le 25 janvier 2014, la version numérique de l'album est mise à disposition et possède maintenant une pochette, des titres de piste et un titre d'album.
Une version standard a été annoncée, mais n'est toujours pas disponible.

## Liste des titres
| 1.    | The Boiling Pond     | 4:37 |
| 2.    | Conductor            | 3:04 |
| 3.    | Ancestors            | 3:57 |
| 4.    | Piledriver Impact    | 2:33 |
| 5.    | Subterranean         | 4:04 |
| 6.    | Punmul               | 1:07 |
| 7.    | Flesh Tearing Cliffs | 3:07 |
| 8.    | Life of a Fly        | 3:05 |
| 9.    | Screaming Skull      | 1:09 |
| 10.   | Subterranean Part 2  | 3:13 |
| 30:05 |                      |      |